# Якшино (Чеховский район)

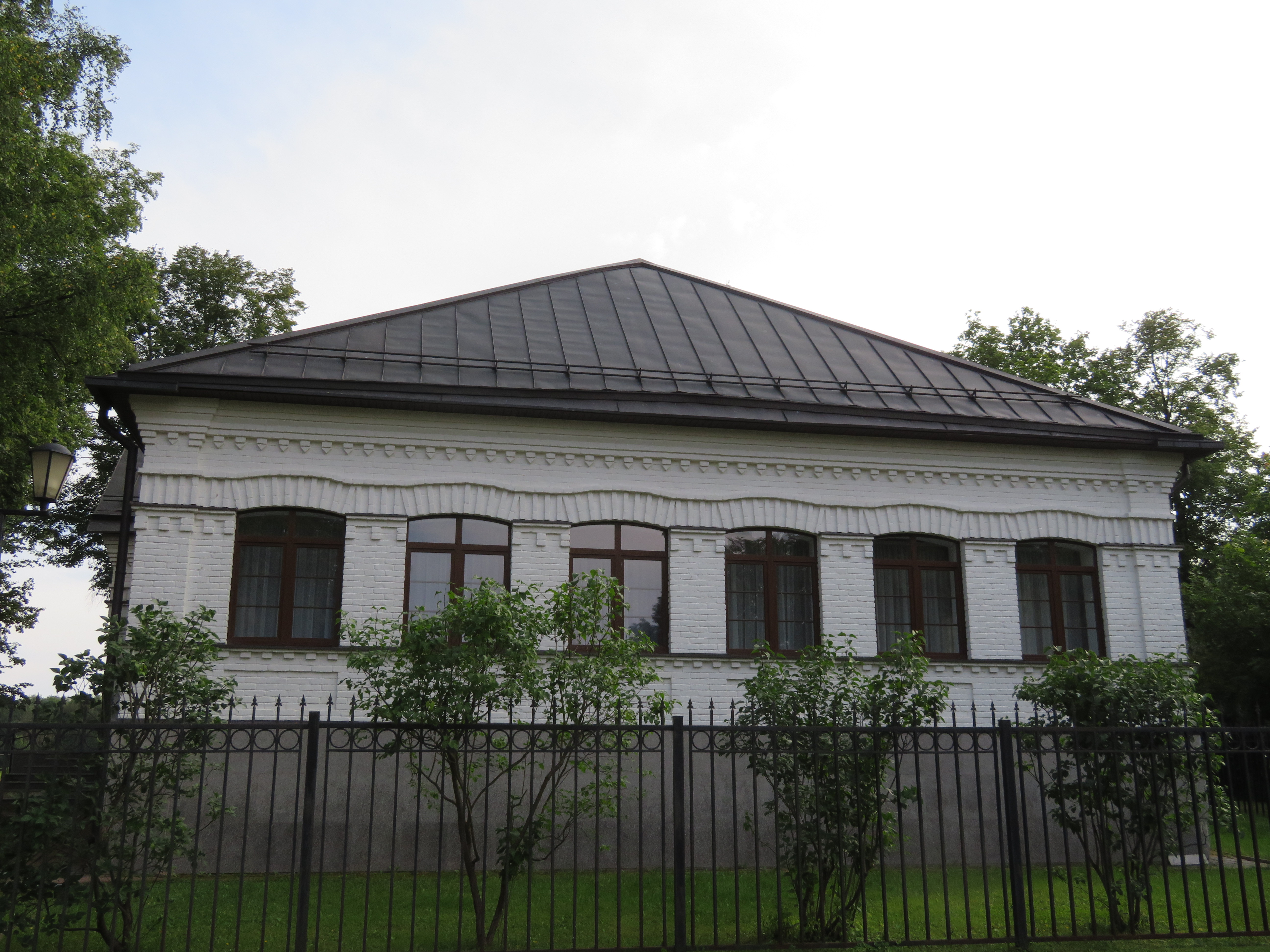
Церковно-приходская школа в Якшино

Якшино — деревня в Чеховском районе Московской области, в составе муниципального образования сельское поселение Стремиловское (до 28 февраля 2005 года входила в состав Стремиловского сельского округа), деревня связана автобусным сообщением с райцентром и соседними населёнными пунктами.

## Достопримечательности

### Храм Грузинской иконы Божией Матери
Кирпичная церковь в стиле московского барокко, типа восьмерик на четверике, с Покровским и Никольским приделами и шатровой колокольней, была построена в Якшино в 1710 году. в 1930-х годах закрыта, в 1950-х годах была сломана, вновь выстроена в 1999—2004 годах.

## Население
| 2002 | 2006 | 2010 |
| ---- | ---- | ---- |
| 5    | ↗8   | ↗9   |

## География
Якшино расположено примерно в 7 км на северо-запад от Чехова, на реке Челвенка (левый приток Лопасни), высота центра деревни над уровнем моря — 174 м. На 2016 год в Якшино зарегистрирована 1 улица — Школьная.